# Harold Scott MacDonald Coxeter
Harold Scott MacDonald « Donald » Coxeter (9 février 1907, Londres - 31 mars 2003, à Toronto, au Canada) est un mathématicien britannique. Il est considéré comme un des grands géomètres du XXe siècle. Une de ses idées originales fut de définir une conique comme une courbe autoduale. Il s'est fait connaître par son travail sur les polytopes réguliers et la géométrie en dimension supérieure. Il a rencontré M. C. Escher et son œuvre géométrique a été une source importante d'inspiration pour ce dernier. Il a aussi inspiré certaines des innovations de Buckminster Fuller.

## Biographie
Il a reçu son BA au Trinity College à Cambridge puis, en 1931, un doctorat sur les polytopes réguliers, dirigé par Henry Frederick Baker, puis il a poursuivi ses recherches à l'université de Princeton, revenant un an au Trinity College, où il suivait le séminaire de philosophie des mathématiques de Ludwig Wittgenstein.
En 1936, il enseigne à l'université de Toronto, où il devient professeur en 1948. Il y a travaillé pendant 60 ans et a publié douze livres.

## Honneurs
- 1949 - Médaille Henry Marshall Tory
- 1950 - Fellow de la Royal Society of London
- 1950 - Fellow de la Société royale du Canada
- 1973 - Prix Jeffery-Williams
- 1995 - Prix CRM-Fields-PIMS
- 1997 - Compagnon de l'Ordre du Canada

Au cours de sa carrière, il a reçu plusieurs doctorats honorifiques de différentes universités.
Depuis 1978, la Société mathématique du Canada décerne le prix Coxeter-James en son honneur et celui de Ralph James.